# Tatia Mikadze
Tatia Mikadze, gruz. თათია მიქაძე (ur. 27 marca 1988) – gruzińska tenisistka, reprezentantka kraju w Pucharze Federacji.

## Kariera tenisowa
W karierze wygrała trzy turnieje singlowe i pięć deblowych rangi ITF. 13 września 2010 zajmowała najwyższe miejsce w rankingu singlowym WTA Tour – 281. pozycję, natomiast 6 czerwca 2011 osiągnęła najwyższą lokatę w deblu – 255. miejsce.
Jako szczęśliwa przegrana awansowała do turnieju głównego zawodów singlowych cyklu WTA Tour w Baku w 2011 roku. W pierwszej rundzie pokonała bez straty gema Ninę Chrisanową, w drugiej zaś przegrała z Aną Tatiszwili.
W 2005 roku po raz pierwszy reprezentowała kraj w zmaganiach o Puchar Federacji. Wystąpiła łącznie w czternastu meczach, odnosząc zwycięstwa w siedmiu z nich.

## Wygrane turnieje rangi ITF
| turnieje z pulą nagród 100 000 $ |
| turnieje z pulą nagród 75 000 $  |
| turnieje z pulą nagród 50 000 $  |
| turnieje z pulą nagród 25 000 $  |
| turnieje z pulą nagród 10 000 $  |

### Gra pojedyncza
|    | Data       | Turniej | Naw.    | Przeciwniczka       | Wynik            |
| 1. | 16/09/2007 | Tbilisi | Ceglana | Tinatin Kawlaszwili | 1:6, 6:4, 7:5    |
| 2. | 25/07/2010 | Charków | Ceglana | Natalija Ryżonkowa  | 6:7(5), 6:2, 6:4 |
| 3. | 18/09/2011 | Tbilisi | Ceglana | Sopia Kwacabaia     | 6:0, 6:2         |

### Gra podwójna
|    | Data       | Turniej | Naw.    | Partnerka       | Przeciwniczki                            | Wynik    |
| 1. | 06/06/2004 | Stambuł | Twarda  | Nana Urotadze   | Iryna Buriaczok Aleksandra Kostikowa     | 6:1, 6:2 |
| 2. | 06/06/2010 | Buchara | Twarda  | Sopia Szapatawa | Yayuk Basuki Jessy Rompies               | 6:3, 6:3 |
| 3. | 03/10/2010 | Tbilisi | Ceglana | Sopia Szapatawa | Paula Kania Zsófia Susányi               | 6:3, 6:2 |
| 4. | 18/09/2011 | Tbilisi | Ceglana | Sopia Kwacabaia | Anastasija Prenko Wiktorija Jemieljanowa | 6:1, 6:3 |
| 5. | 09/10/2011 | Erywań  | Ceglana | Sopia Szapatawa | Jelizaweta Janczuk Olha Janczuk          | 6:1, 6:4 |